# Ludwig Compenius

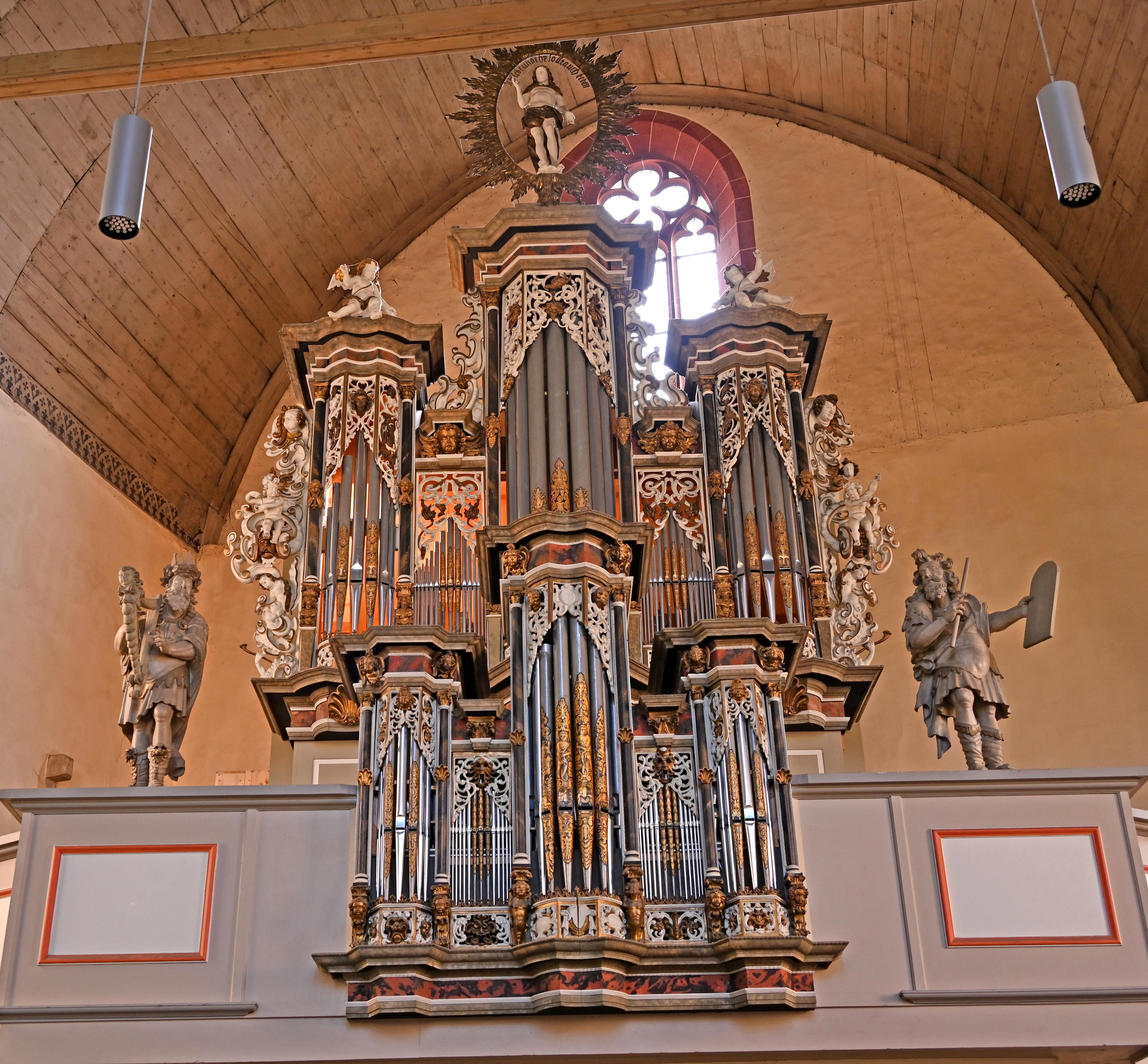
Compenius-Rühle-Orgel, Neubau im historischen Gehäuse, Michaeliskirche (Erfurt)

Ludwig Compenius (* um 1603 in Halle (Saale); † 11. Februar 1671 in Erfurt) war ein mitteldeutscher Orgel- und Cembalobauer aus der Orgelbauer-Familie Compenius.

## Leben
Ludwig Compenius war der Sohn des Orgelbauers Heinrich Compenius des Jüngeren. Um 1632 ließ er sich als angestellter Orgelbauer des Domkapitels zu Naumburg dort nieder. Nach 1647 wurde er Bürger in Erfurt. Sein Sohn Christoph Compenius war Hofkantor in Weimar.

## Nachgewiesene Werke
| Jahr      | Ort             | Kirche           | Bild | Manuale | Register | Bemerkungen |
| --------- | --------------- | ---------------- | ---- | ------- | -------- | --- |
| 1632      | Zeitz           | St. Nicolai      |      |         |          | |
| 1635      | Naumburg        | Dom              |      |         |          | |
| 1647      | Gera            | St. Johannes     |      |         |          | |
| 1649      | Erfurt          | Predigerkirche   |      |         |          | Prospekt erhalten |
| 1650      | Suhl            |                  |      |         |          | |
| 1652      | Gotha-Siebleben |                  |      |         |          | |
| 1652      | Erfurt          | Michaeliskirche  |      |         |          | Orgelneubau (1896 Friedrich Petersilie und 2000 W. Rühle & Sohn) im Gehäuse von Ludwig Compenius                                                                |
| 1656      | Altenburg       | Brüderkirche     |      |         |          | |
| 1657–1658 | Weimar          | Schlosskapelle   |      | II/P    | 20       | Neubau unter Einbeziehung von Registern eines älteren Instruments aus der Erfurter Barfüßerkirche mit Subsemitonien, das Compenius um ein Seitenwerk erweiterte |
| 1662      | Naumburg        | St. Wenzel       |      |         |          | Erweiterung |
| 1662      | Kassel          | Magdalenenkirche |      |         |          | |
| 1664      | Kassel          | Brüderkirche     |      |         |          | Überholung |
| 1664      | Kassel          | Martinskirche    |      |         |          | Überholung |
| 1667      | Apolda          | Martinskirche    |      |         |          | Überholung |

Außerdem baute Ludwig Compenius 1670 ein Cembalo für die Thomaskirche in Leipzig.